# Koninginnedag 2000
Koninginnedag 2000 werd gevierd op zaterdag 29 april 2000.
Op deze dag bezocht Beatrix de plaatsen Katwijk aan Zee en Leiden.
's Morgens om 10.00 uur werd eerst Katwijk bezocht. Het bezoek werd georganiseerd door de gemeente Katwijk in samenwerking met de gezamenlijke Oranjeverenigingen. De koninklijke familie werd ontvangen door burgemeester B. van Wouwe. Vervolgens liep het gezelschap van de Oude Kerk over de Boulevard, de Voorstraat, de Princestraat, het Andreasplein en ten slotte weer over Boulevard, waar zij vanaf de vuurtoren naar Leiden vertrokken. De koninklijke familie kreeg onder meer een kunstijsbaan en een demonstratie van de Katwijkse groenteveiling te zien.
Vervolgens ging het koninklijk gezelschap naar Leiden, waar het ontvangen werd door burgemeester J. Postma. De koningin kreeg onder meer een Salsa-demonstratie te zien. Na afloop van het bezoek werd in het stadhuis de lunch gebruikt.

## Koninklijke bezoeken
Het is niet de eerste keer dat een Nederlandse koningin Katwijk bezoekt. Koningin Wilhelmina kwam herhaaldelijk in Katwijk toen haar dochter prinses Juliana van 1927 tot 1929 in Katwijk woonde tijdens haar studietijd.
Voor Leiden geldt dat zowel prinses Juliana, koningin Beatrix, prinses Margriet als Willem-Alexander en Pieter van Vollenhoven in de stad gestudeerd hebben. Beatrix en Willem-Alexander woonden er toen ook.